# Lethrus superbus
Lethrus superbus is een keversoort uit de familie mesttorren (Geotrupidae). De wetenschappelijke naam van de soort werd in 1882 gepubliceerd door Ernst Gustav Kraatz.